# 中央町 (熊本県)
中央町（ちゅうおうまち）は、熊本県の中部に位置していた町。
2004年11月1日、下益城郡砥用町と合併し美里町となったため自治体としては消滅した（中央町のあった地区は「美里町中央」となっている）。

## 歴史
- 1876年 - 以下の村が成立。
  - 中郡村 - 池田村・高木村・上神園村・下神園村が合併。
- 1889年4月1日 町村制実施に伴い、以下の町村が発足。
  - 中山村 - 中郡村・堅志田村・馬場村・大沢水村・中小路村・岩下村・原田村・萱野村・津留村・白石野村・木早河内村・小市野村・松野原村が合併。
  - 年祢村 - 長尾野村・小筵村・岩野村・椿村・払川村・坂本村・佐俣村・中村・下草野村・今村・坂貫村が合併。
- 1955年
  - 1月1日 - 中山村、年祢村が合併し中央村が発足。
  - 7月 - 今、坂貫、下草野、岩野の一部（字・九尾）を砥用町に編入。
- 1975年1月1日 - 町制施行し中央町となる。
- 2004年11月1日 - 砥用町と合併、美里町が成立。

## 経済

### 産業
- 農業
- 水産業

## 地域

### 教育
中学校
- 中央町立中央中学校

小学校
- 中央町立中央小学校

## 交通

### 鉄道路線
熊延鉄道の鉄道路線がかつて存在し、佐俣駅があった。

### バス
- 産交バス
- 熊本バス（旧熊延鉄道）

### 道路
一般国道
- 国道218号
- 国道443号

## 名所・旧跡・観光スポット・祭事・催事
- 若宮神社 - 下益城郡美里町馬場605
- 佐俣阿蘇神社 - 下益城郡美里町佐俣548
- 堅志田城跡
- ファミリー農園（佐俣）

## 出身著名人
- 菊池守（登山家）
- 坂口登（現代画家）